# Hahnia glacialis
Hahnia glacialis es una especie de araña araneomorfa del género Hahnia, familia Hahniidae. Fue descrita científicamente por Sørensen en 1898.
Habita en Rusia (Siberia Oriental, Lejano Oriente), Canadá, Estados Unidos y Groenlandia.